# Скит (стрељаштво)
Скит енгл. skeet или гађање летећих мета на полукружној стрељани је као и трап спортско гађање пушком сачмаром на летеће мете у ваздуху на полукружној стрељани. За резлику од трапа код скита постоје два фиксна лета мете, а стрелац мења стрељачка места у полукругу. Мете се избацују из две кућице — леве више и десне ниже — одређеним редоследом, а гађају се са посебних места на полукругу. Ове комбинације дају практично све углове полета мете које долазе у обзир. За разлику од трапа где је на сваку поједину мету дозвољено пуцати два хица, у скиту је дозвољен само један хитац. Стрелац тачно зна смер и путању лета мете. Мета се после дате команде може се избацити са задршком од 3 секунде. Тек када је мета избачена, стрелац приноси пушку рамену и гађа.
Стрељачка дисциплина скит (skeet-shooting) уведена је почетком XX века у Северној Америци, као измењени ранији облик гађања глинених голубова и убрзо је постала врло популаран спорт великог броја стрелаца. Године 1926. утврђена су правила ове дисциплине, а 1968. је постала олимпијска дисциплина.
Скит се гађа на полукружној стрељани са 8 стрељачких места. Летеће мете избацују се из две кућице различитих величина — леве и десне. Кућице носе интернационални назив Пул лева, виша и Марк десна, нижа. Из више полеће мета са висине од 3,05 метара, а из ниже са висине од 1,07 метара. На полукрурној писти са радијусом 19,2 метра рапоређено је седам стрељачких места у облику квадрата чије су странице 91 центиметар. Место број 8 смештено је тачно у средини између обе кућице. Оно има облик правоугаоника са дужом страном 1,82 метра и краћом 91 cm. Право у продужетку испред места број 8 на 5,5 метара налази се сециште путања летећих мета из обе кућице. У свакој кућици налази се по једна машина. Тачка укрштања обе мете налази се на висини око 4,5 метара изнад земље. Домет мета је 65—70 метара. Иако је смер и висина мета увек исти, стрелац, мењајући положаје на полукругу долази у различито тешке позиције за гађање. Гађа се у серијама од по пет стрелаца који један за другим, почињу да гађају са стрељачког места бр 1. Кад сви стрелци заврше гађање на том месту и то једну мету из високе кућице, једну из ниске кућице и на по један истовремено испуштен дубл (исторвемено избацивање мета из обе кућице) одлазе сви заједно на место број 2.

## Техника гађања
У складу са правилима стрелац заузима став. Пушка се држи обема рукама тако да кундак буде приљубљен уз стрелчев бок. Чело кундака мора да се види испод подлактице десне руке. Такмичар мора стајати у границама стрељачког места. Кад је спреман позива за избацивање мете, при чему се може служити било којим позивом употребљивим на трапу, али је уобичајено да се користи интернационални позивом пул односно марк према томе из које кућице позиова мету. Дубл се добија на позив пул, само што судија гласно наређује избацивање дубла. Стрелцу је дозвољено принети пушку рамену и гађати тек кад је мета избачена из отвора на кућици. Избацивање мета регулише тзв. тајмер (енгл. timer).

## Правила
Јадна скит-серија се састоји од 25 мета по сваком стрелцу. Група стрелаца започиње редоследом имена уписаних у стартну листу, па стрелац са бројем 1 гађа први са стрељачког места 1. Гађа се најпре одлазећа, а заим долазећа мета. У дублу важи правило да се најпре гађа мета избачена из кућице која је ближа стрелцу. Такмичар може променити редослед гађања, али то мора пре почетка пријавити судији. При првом промашају стрелац поново гађа са истог места у мету из исте кућице, а постигнути резултат се уписује као мета 25. То је тзв. опциона мета. У случају кад стрелац погоди редом све 24 мете, бира сам са којег ће места гађати 25 мету. На позицији 8 сви стрелци прво гађају мету која долази са високе кућице, а затим ону из мале. Дублови се гађају са стрељачких места 1, 2, 5 и 7. У квалификацијама мушкарци гађају по 5 серија, а жене по три. Најбољих шест гађају још једну додатну серију у финалу. У случају једнаког резултата се врши распуцавања, само у случају ако се то догодило међу прва три места.

## Оружје и опрема
Пушка за ски стрелишта је специјално конструисана за за гађање на кратким одстојањима. За разлику од пушке за трап стрелишта, цев пушке за скит стрелишта има обрнути чок (левак ка споља). Тиме се постиже знатно растурање оловних зрнаца по већој површини и омогућује сигурније гађање. Ово растурање зрнаца на раздаљини од 25 метара обухвата круг пречника 30—40 cm. Муниција је посебно направљена са највећим дозвољеним промером зрнаца од 2 mm. Тежина дозвољеног олова, калибар и дужина чауре исти су као и код муниције за трап. И за ово гађање употребљавају се летеће мете као у трапу. Израђене су од масе сличне асфалту. Тањурастог су облика и морају према правилима бити контрастне боје у односу на околину (црна, бела, жута или наранџаста). Димензије летеће мете такође су одређене правилима и износе: промер 11 cm, висина 2,5—2,7 cm. а тежина 100—110 г. Летеће мете се пуњене специјаним прашком којим се погодак јасније показује публици.
Одећа мора омогућити лагане и пријатне покрете. Најчешће се употребљавају стрељачки прслуци са подлошком на десном рамену који омогућује клизање кундака при пуцању. Широки џепови са сваке стране прслука служе такмичарима за одлагање пуних нобоја. Израђују се исти за обе дисциплине трап и скит. Једно од помагала је и стрељачка капа, која штитри очи од сунца. Ту су и штитници за уши, који имају задатак заштити уши од детонације пуцња.

## Скит на олимпијски играма
Скит је уведен у програм Олимпијских игара на Играма 1968. у Мексико ситију. До Олимпијски игара 1992. у Барселони било је дозвољено да се у скиту такмиче заједно мушкарци и жене, али у од Игара 1996. такмичење у скиту је био дозвољено само мушкарцима, што је донекле контроверзана одлука, јер је 1992. олимпијски победница била жена, Џанг Шан из Кине. Међутим, жене су и даље учествовала на Светским првенствима у стрељаштву, а од Олимпијским играма 2000. у Сиднеју скит у женској конкуренцији је уведен као посебна дисциплина.

## Тренутни светски рекорди
Стање 30. новембар 2012.
| Тренутни светски рекорди у скиту | Тренутни светски рекорди у скиту | Тренутни светски рекорди у скиту | Тренутни светски рекорди у скиту | Тренутни светски рекорди у скиту                                                          | Тренутни светски рекорди у скиту                                               | Тренутни светски рекорди у скиту |
| -------------------------------- | -------------------------------- | -------------------------------- | --- | ----------------------------------------------------------------------------------------- | ------------------------------------------------------------------------------ | -------------------------------- |
| Мушкарци                         | Квалификације                    | 125                              | Винсент Ханкок Сједињене Државе · Торе Броволд Норвешка · Микола Милчев Украјина · Jan Sychra Чешка · Торе Броволд Норвешка · Nasser Al-Attiyah Катар | 14. јуни, 2007. 13. јули, 2008. 9. мај 2009. 20. мај 2009. 25. јул 2009. 17. јануар 2012. | Лонато, Италија Никозија, Кипар Каиро, Египат Минхен, Немачка Осијек, Хрватска |                                  |
| Мушкарци                         | Финале                           | 150                              | Винсент Ханкок Сједињене Државе · Торе Броволд Норвешка · Торе Броволд Норвешка · Jan Sychra Чешка · Nasser Al-Attiyah Катар                          | 14. јуни, 2007 13. јули, 2008 25. јул 2009. 7. март 2011. 17. јануар 2012.                | Лонато, Италија Никозија, Кипар Осијек, Хрватска Консепсион, Чиле              |                                  |
| Мушкарци                         | Екипно                           | 366                              | Shawn Dulohery, Винсент Хенкок, Френк Томпсон Сједињене Државе                                                                                        | 15./16. август 2009.                                                                      | Марибор, Словенија                                                             |                                  |
| Јуниори                          | Појединачно                      | 125                              | Винсент Ханкок Сједињене Државе | 14. јуни, 2007                                                                            | Лонато, Италија                                                                |                                  |
| Јуниори                          | Екипно                           | 356                              | Јоргос Казакос, Yiasoumis Michael, Маркос Павлу Кипар                                                                                                 | 9. јули, 2008                                                                             | Никозија Кипар                                                                 |                                  |
| Жене                             | Квалификације                    | 75                               | Кимберли Роуд, Сједињене Државе | 25. март 2012.                                                                            | Тусон, САД                                                                     |                                  |
| Жене                             | Финале                           | 99                               | Данка Бартекова, Словачка (74+25) · \|Кимберли Роуд, Сједињене Државе (75+24) · \|Кимберли Роуд, Сједињене Државе (74+25)                             | 9. јули 2008. 25. март 2012 25. март, 2012. 29. јул 2012.                                 | Никозија, Кипар Тусон, САД Лондон, УК                                          |                                  |
| Жене                             | Екипно                           | 214                              | Веи Нинг, Ју Сјумин, Џанг Шан Кина | 5. септембар, 2007.                                                                       | Никозија, Кипар                                                                |                                  |
| Јуниорке                         | Појединачно                      | 72                               | Терез Лундквист Шведска | 11. август 2009.                                                                          | Марибор, Словенија                                                             |                                  |
| Јуниорке                         | Екипно                           | 198                              | Alexander Chiang, Кејтлин Конор, Amber English Сједињене Државе                                                                                       | 11. август 2009.                                                                          | Марибор, Словенија                                                             |                                  |

## Тренутни олимпијски рекорди
Стање после Олимпијских игара 2012.
Олимпијска скит правила су се променила у 2005. па су сви победници на Играма у Пекингу поставили олимпијске рекорде.
| Тренутни олимпијски рекорди у скиту | Тренутни олимпијски рекорди у скиту | Тренутни олимпијски рекорди у скиту | Тренутни олимпијски рекорди у скиту       | Тренутни олимпијски рекорди у скиту | Тренутни олимпијски рекорди у скиту | Тренутни олимпијски рекорди у скиту |
| ----------------------------------- | ----------------------------------- | ----------------------------------- | ----------------------------------------- | ----------------------------------- | ----------------------------------- | ----------------------------------- |
| Мушкарци                            | Квалификације                       | 123                                 | Винсент Ханкок, Сједињене Америчке Државе | 30. јул 2012.                       | Лондон, УК                          |                                     |
| Мушкарци                            | Финале                              | 148                                 | Винсент Ханкок, Сједињене Америчке Државе | 31. јул 2012.                       | Лондон, УК                          |                                     |
| Жене                                | Квалификације                       | 72                                  | Кимберли Роуд, Сједињене Америчке Државе  | 29. јул 2012.                       | Лондон, УК                          |                                     |
| Жене                                | Финале                              | 99                                  | Кимберли Роуд, Сједињене Америчке Државе  | 29. јул 2012.                       | Лондон, УК                          |                                     |